# Mord (film)
Mord (originaltitel: Murder!) är en brittisk långfilm från 1930 i regi av Alfred Hitchcock, baserad på en bok av Clemence Dane och Helen Simpson.

## Handling
En jury i en mordrättegång bedömer att den misstänkte är skyldig, och hon döms till dödsstraff. Men en ur juryn kommer på andra tankar då rättegången är över och påbörjar en egen utredning innan avrättningen.

## Om filmen
Samtidigt spelades en annan filmversion in, en brittisk-tysk samproduktion, även den i regi av Alfred Hitchcock, men med  tyska skådespelare, Mary (1930).
Det här var den allra första filmen där en karaktärs tankar hörs lite då och då under filmens gång.
Alfred Hitchcock har en statistroll i filmen. Ungefär en timme in i filmen spelar han en man som går förbi huset där mordet begåtts.

## Rollista i urval
- Herbert Marshall - John Menier
- Norah Baring - Diana Baring
- Edward Chapman - Ted Markham
- Miles Mander - Gordon Druce
- Esme Percy - Handel Fane
- Marie Wright - Miss Mitcham